# Bo’ness
Bo’ness (hist. Borrowstounness) – miasto w środkowej Szkocji, w hrabstwie Falkirk (historycznie w Linlithgowshire), położone na południowym brzegu zatoki Firth of Forth. W 2011 roku liczyło 14 868 mieszkańców.
W II wieku znajdował się tu wschodni kraniec zbudowanego przez Rzymian Wału Antonina. Miasto uzyskało status burgh w 1688 roku. Rozwinęło się wokół portu, którym wywożony był wydobywany w okolicach węgiel. Miasto było także ośrodkiem produkcji soli, pozyskiwanej poprzez odparowywanie wody morskiej, a od XVIII wieku – hutnictwa żelaza, przemysłu ceramicznego i alkoholowego. Port i zakłady przemysłowe zamknięto w XX wieku.
W mieście znajduje się stacja krańcowa zabytkowej linii kolejowej Bo’ness and Kinneil Railway oraz muzeum kolejnictwa.